# Ampelophaga nikolae
Ampelophaga nikolae là một loài bướm đêm thuộc họ Sphingidae. Loài này có ở ranh giới Giang Tây-Phúc Kiến ở Trung Quốc.